# Tierreservat Dja
Das Tierreservat Dja ist ein Naturschutzgebiet in Kamerun und befindet sich innerhalb einer 5260 km² großen Schleife am Oberlauf des Flusses Dja in den Départements Dja-et-Lobo (Südregion) und Haut-Nyong (Ostregion). Der Dja ist ein Nebenfluss des Sangha, eines rechten Zuflusses des Kongo.
Das Reservat ist seit 1981 Biosphärenreservat und seit 1987 UNESCO-Weltnaturerbe.

## Geografie
Es gibt drei Möglichkeiten, das Dja-Gebiet zu besuchen. Am nördlichen Rand des Reservats findet sich das kleine Dorf Somalomo.
Am östlichen Rand des Gebietes liegt Lomié. Der Park ist fünf Kilometer westlich von Lomié. Allerdings steht die Straße nach Lomié durch seine Nähe zum Dja schwer in der Kritik.
Ganz im Süden des Reservats befindet sich das Dorf Djoum, welches eine weitere Möglichkeit darstellt, Dja zu erkunden. Allerdings ist ein Besuch des Dorfes äußerst zeitaufwendig.

## Flora und Fauna

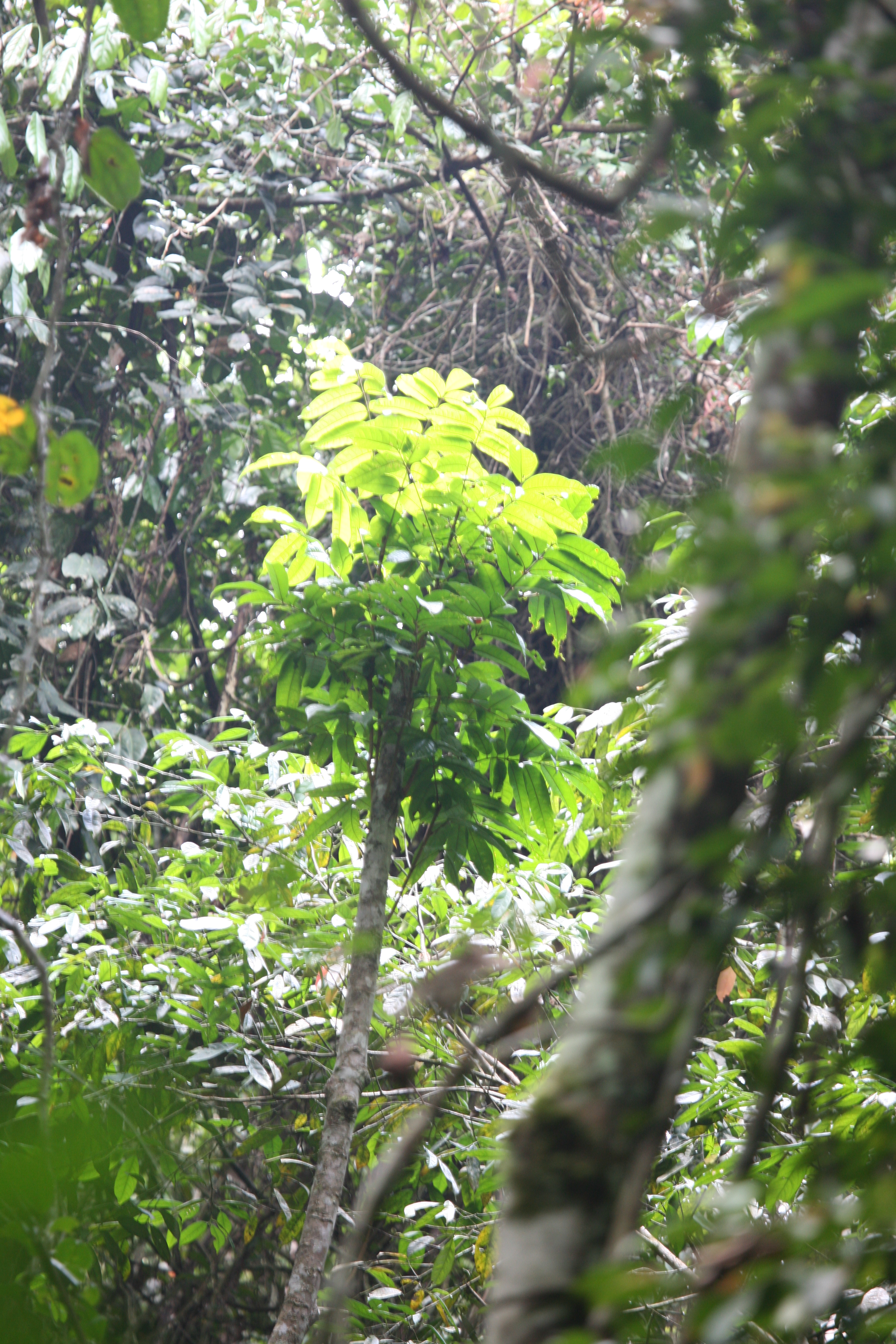
Flora des Wildreservats Dja

Der Park ist einer der größten und am besten erhaltenen tropischen Regenwälder Afrikas. 90 % der Fläche sind noch ursprünglicher Regenwald. Er liegt in 400 bis 800 m Höhe in der Übergangszone zwischen den Küstenwäldern am Sanaga und denen des Kongobeckens. Daher rührt die überragende Biodiversität, die zu den größten in Afrika gehört. Die für einen Regenwald eher geringe Niederschlagsmenge von 1570 mm pro Jahr führt dazu, dass die Pflanzenvielfalt etwas geringer als diejenige des Korup-Nationalparks ist. Einer der Bäume im Park ist der mächtige Moabi (Baillonella toxisperma).

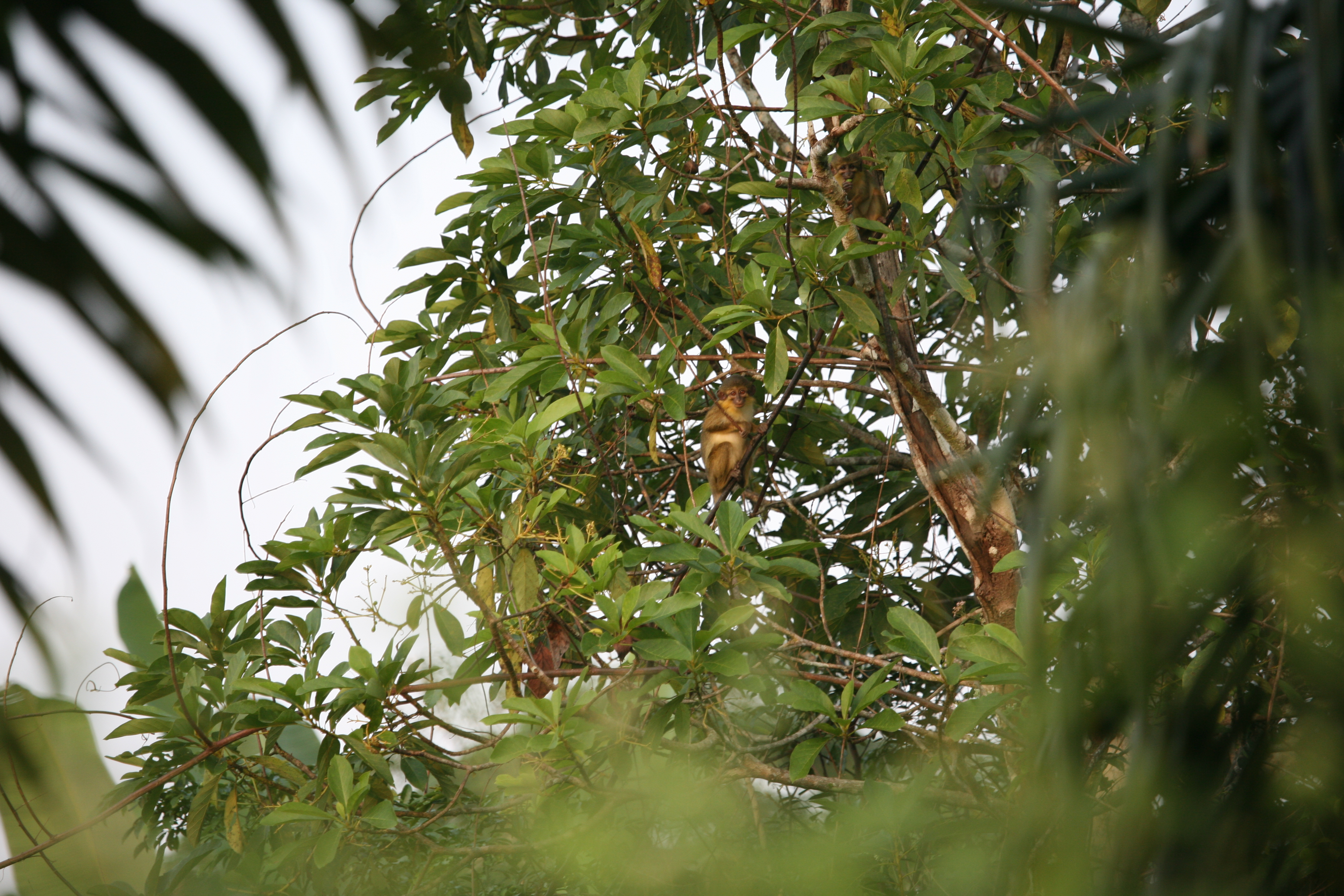
Nördliche Zwergmeerkatze Tierreservat Dja

Im Park leben mindestens 109 Säugetierarten, möglicherweise sogar bis zu 176, darunter eine Vielzahl von Primaten. Zu den vorkommenden gefährdeten Arten gehören Waldelefanten, Schimpansen und Flachland-Gorillas. Weitere Primaten sind verschiedene Meerkatzen und Mangaben. Die drei häufigsten Meerkatzen sind Große Weißnasenmeerkatze (Cercopithecus nictitans), Blaumaulmeerkatze (Cercopithecus cephus) und Kronenmeerkatze (Cercopithecus pogonias). Von den Mangaben sieht man am wahrscheinlichsten die Mantelmangabe (Lophocebus albigena). Manchmal beobachtet man auch Sitatunga (Tragelaphus spekii) oder den Bongo (Tragelaphus eurycerus), eine seltene Großantilope.
Eine Inventarisierung aus den Jahren 1994–1995 ergab 349 einheimische Vogelarten sowie etwa 80 Arten von Zugvögeln. Drei gefährdete Arten wurden beobachtet: der Braunwangenweber (Ploceus batesi), der Gabunbuschsänger (Bradypterus grandis), Buntkopf-Felshüpfer (Picathartes oreas). Laut BirdLife International findet man außerdem die Marmorfischeule (Scotopelia bouvieri).
Im Reservat findet sich auch eine außergewöhnliche Herpetofauna. Zu den Amphibien- und Reptilienarten gehören unter anderem zwei bedrohte Krokodilarten, das Westafrikanische Panzerkrokodil (Mecistops cataphractus) und das Stumpfkrokodil (Osteolaemus tetraspis). Auch die Afrikanische Waldschildkröte (Pelusios gabonensis) wurde hier gesehen. Die gefährliche Schwarzweiße Hutschlange (Naja melanoleuca) ist auch in Dja Gebiet präsent.

## Bevölkerung

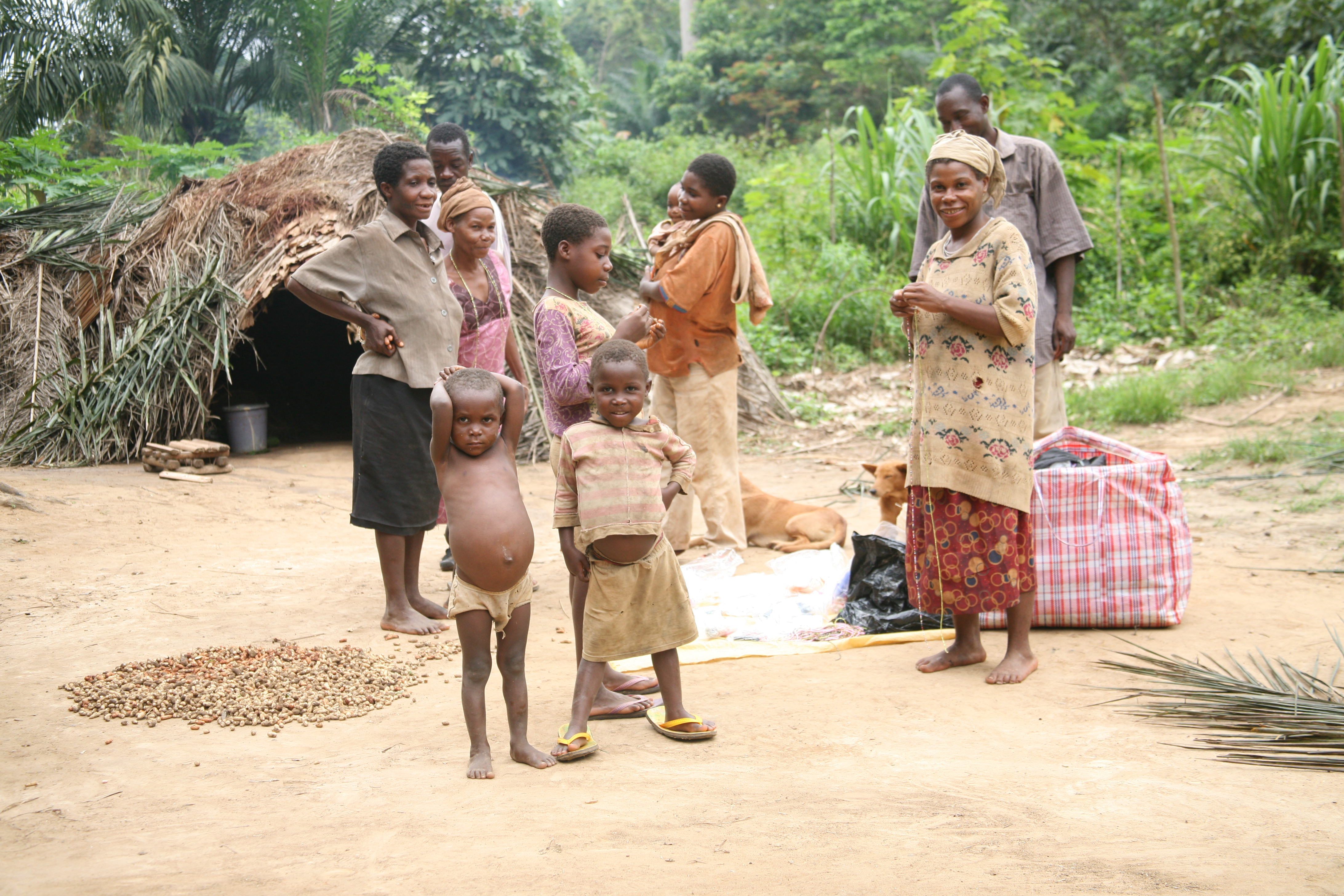
Baka-Dorf im Wildreservat Dja

Innerhalb des Reservats leben kleine Gruppen von Pygmäen. Sie gehören zur ethnischen Gruppe der Baka. Ihnen ist die traditionelle Jagd erlaubt.
Der überwiegende Teil der Bevölkerung besteht aus der ethnischen Gruppe der Bantu.

## ECOFAC

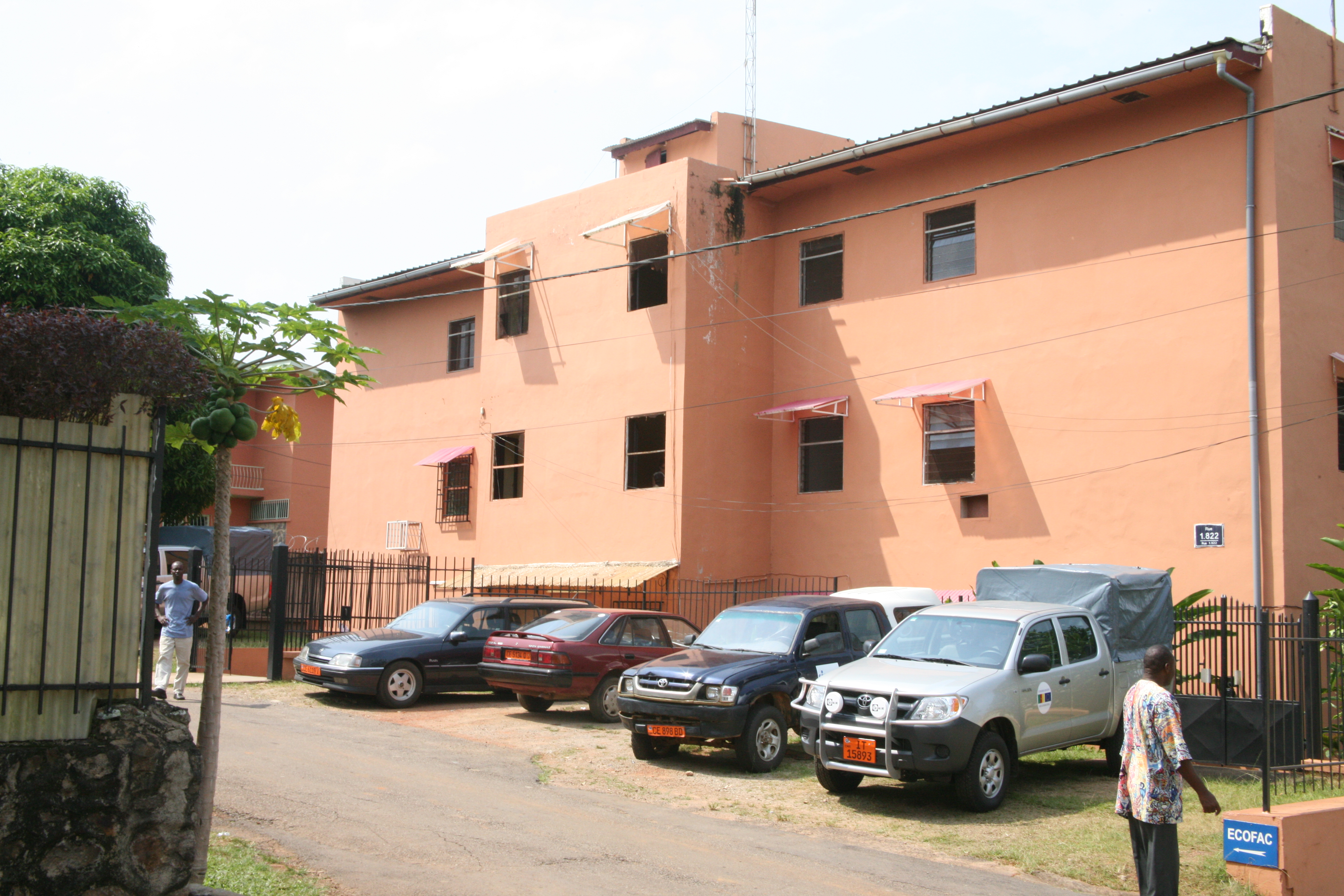
Das Büro der ECOFAC in Yaoundé

ECOsystèmes Forestiers d’Afrique Central (ECOFAC) war eine Umweltgruppe, die durch EU Gelder gefördert wurde. Das Dja Reservat war auch Teil des ECOFAC-Programmes. Allerdings gab es auch kritische Stimmen zu Projekten rund um das Dja-Wildreservat. So wurde um das Jahr 2000 insbesondere ein Straßenbauprojekt kritisiert, da es laut Untersuchungen der Naturschutzorganisation Rainforest Foundation zu erhöhtem Holzeinschlag, Anstieg der Wilderei etc. führen könnte.